# Wim Blokland (voetballer)
Willem Leendert (Wim) Blokland (Koog aan de Zaan, 4 november 1919 – Zaandam, 22 augustus 2003) was een Nederlands voetballer en voetbaltrainer.

## Loopbaan
Blokland kwam als voetballer uit voor KFC. Begin jaren vijftig, toen hij in zijn nadagen van zijn actieve voetbalcarrière was, werd hij trainer van amateurvereniging WSV 1930 uit Wormer. Vanaf 1956 was Blokland trainer van KFC, dat in 1955 was toegetreden tot het betaald voetbal en uitkwam in de Eerste divisie A. Van 1958 tot 1960 trainde hij Helmond en van 1960 tot 1962 Hermes DVS. Met deze teams eindigde Blokland steevast in de middenmoot van de Eerste divisie.
Van 1962 tot 1964 was Wim Blokland trainer van VV Leeuwarden in de Tweede divisie. In 1964 tekende hij een contract voor een jaar bij EDO. Vervolgens was hij in dienst van PEC uit Zwolle. Nadat het contract bij deze vereniging in februari 1966 werd ontbonden, werd hij hoofdtrainer van FC Zaanstreek. Een derde plaats in de Tweede divisie A in 1966 leverde promotie op naar de Eerste divisie. Toen FC Zaanstreek in 1967 met Alkmaar '54 fuseerde tot AZ'67 werd Blokland trainer van het tweede elftal. In december 1967 werd hij aangesteld als trainer van PSV, dat kort daarvoor coach Milan Nikolić op non-actief had gesteld. Bij PSV maakte Blokland zijn debuut in de Eredivisie.
Met PSV eindigde Blokland als veertiende. Toen na afloop van het seizoen het contract niet werd verlengd, keerde hij terug bij AZ'67 waar hij als opvolger van Leslie Talbot gepresenteerd werd. AZ was inmiddels naar de Eredivisie gepromoveerd en Blokland haalde met de ploeg een vijftiende plaats in seizoen 1968/69. Hij werd voor de beslissingswedstrijden om handhaving in juni vervangen door Klaas Molenaar. In 1969 vertrok Blokland naar N.E.C. waar hij de assistent van hoofdtrainer Jan Remmers werd. Vanaf 1971 was hij als trainer nog actief in het amateurvoetbal. Hij trainde onder andere Quick Nijmegen en in de jaren tachtig SC Spirit '30 uit Hoogkarspel.